# Småkungsfiskare
Småkungsfiskare (Ceyx pusillus) är en fågel i familjen kungsfiskare inom ordningen praktfåglar.

## Utseende och läte
Småkungsfiskaren är en mycket liten kungsfiskare i blått och vitt. Lätet består av en ljus och mycket tunn vissling.

## Utbredning och systematik
Småkungsfiskare delas upp i nio underarter med följande utbredning:
- Ceyx pusillus pusillus – förekommer på Nya Guinea, Kai, Aru, Torressundöarna, öar utanför Västpapua och nordöstra Kap Yorkhalvön
- Ceyx pusillus laetior – norra Nya Guinea (Geelvink Bay till Astrolabe Bay)
- Ceyx pusillus ramsayi – kustnära norra Australien (Anson Bay till västra Kap Yorkhalvön)
- Ceyx pusillus halli – nordöstra Australien (kustnära nordöstra Queensland och Hinchinbrook Island)
- Ceyx pusillus masauji – Bismarckarkipelagen (New Britain, New Ireland och New Hanover)
- Ceyx pusillus bougainvillei – Salomonöarna (Bougainville, Santa Isabel och Choiseul)
- Ceyx pusillus halmaherae – Halmahera, Obi, Ternate och Bacan
- Ceyx pusillus richardsi – centrala Salomonöarna mellan Vella Lavella och Vangunu
- Ceyx pusillus aolae – känd från ett exemplar från Guadalcanal

## Levnadssätt
Småkungsfiskaren hittas intill floder, laguner och vattenhål, men även i mangroveträsk utmed kusten. Där jagar den byten från en sittplats ovan vattenytan.

## Status och hot
Arten har ett stort utbredningsområde, men tros minska i antal, dock inte tillräckligt kraftigt för att den ska betraktas som hotad. Internationella naturvårdsunionen IUCN listar arten som livskraftig (LC).